# Przebąd
Przebąd – staropolskie imię męskie, złożone z dwóch członów: Prze- (o różnych znaczeniach zależnych od drugiego członu) i -bąd ("być, istnieć, żyć"). Być może oznaczało "ten, kto żyje pełnią życia".